# Christine Gregoire

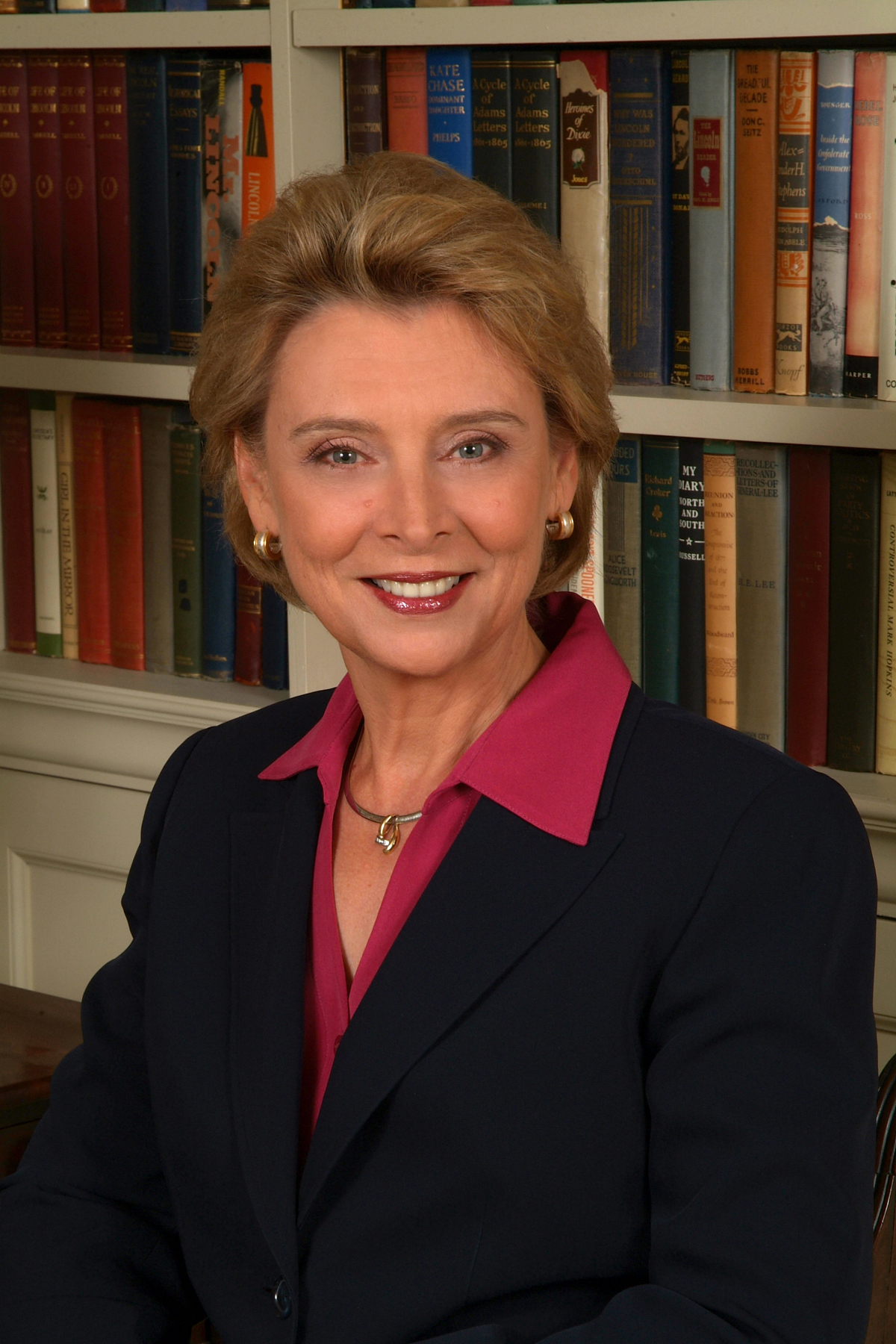
Christine Gregoire (2006)

Christine O’Grady „Chris“ Gregoire (* 24. März 1947 in Adrian, Michigan) ist eine US-amerikanische Politikerin der Demokratischen Partei. Von 2005 bis 2013 amtierte sie als 22. Gouverneurin des Bundesstaates Washington.

## Frühe Jahre
Geboren wurde Gregoire als Christine O’Grady in Michigan. Mit ihren Eltern zog sie nach Auburn im Staat Washington. Dort ging sie zur Schule und besuchte anschließend die renommierte University of Washington in Seattle, an der sie 1969 einen Bachelor-Abschluss in Rhetorik und Soziologie erwarb. Ab 1974 besuchte sie die Law School der Gonzaga University in Spokane und schloss dort 1977 erfolgreich ab.

## Politischer Aufstieg
Danach war sie als Stellvertreterin des republikanischen Attorney General von Washington Slade Gorton tätig. In dieser Funktion setzte sie sich vor allem für Kinder ein, die Opfer häuslicher Gewalt wurden. Sie heiratete Mike Gregoire, mit dem sie zwei Töchter hat. Ein weiteres Kind starb kurz nach der Geburt. In den Jahren 1988 bis 1992 war sie Leiterin des Umweltschutzministeriums des Staates Washington, wo sie unter anderem für die Beseitigung von Umweltschäden an der Nuklearanlage von Hanford zuständig war, ehe sie zum Attorney General Washingtons gewählt wurde. In diesem Amt wurde sie zweimal bestätigt. Auch hier setzte sie sich für die Rechte misshandelter Kinder ein; bekannt wurde sie aber vor allem wegen ihrer Rolle in den Rechtsstreitigkeiten gegen die Tabakindustrie, die Ende der 1990er Jahre zu Schadensersatzzahlungen in Höhe von mehreren hundert Millionen US-Dollar verurteilt wurde.

## Umstrittene Gouverneurswahl
Im Jahr 2004 trat sie als Kandidatin der Demokraten zur Gouverneurswahl in Washington gegen den Republikaner Dino Rossi an. Gregoire kündigte im Wahlkampf unter anderem einen Bürokratieabbau an, außerdem wolle sie die Stammzellenforschung fördern. Die Wahl am 2. November erwies sich als Kopf-an-Kopf-Rennen: Bei der ersten Auszählung lag Rossi mit 261 Stimmen vorn (bei rund 3 Millionen abgegebenen Stimmen). Eine zweite Auszählung reduzierte den Vorsprung auf 42 Stimmen. Am 3. Dezember forderte die Demokratische Partei eine zweite Nachzählung, die diesmal von Hand erfolgen sollte. Der Washington Supreme Court entschied am 22. Dezember, dass für die Stimmbezirke in King County eine Überprüfung der dort als ungültig bewerteten Stimmzettel erfolgen sollte. Diese Nachzählung führte zu einem am 30. Dezember verkündeten amtlichen Endergebnis, wonach Gregoire die Wahlen mit einem Vorsprung von 129 Stimmen gewonnen hatte. Zwar wurde das Ergebnis in der Folge von Seiten der Republikaner kritisiert, die Unregelmäßigkeiten in Bezug auf die Stimmabgabe im Irak stationierter Soldaten monierten, doch wurde der Wahlsieg Gregoires im Juni 2005 endgültig höchstrichterlich bestätigt.

## Gouverneurin von Washington
Von 2005 bis zum 14. Januar 2013 war Christine Gregoire als Gouverneurin im Amt. Bei ihrer Wiederwahl im November 2008 setzte sie sich mit 53,2 Prozent der Stimmen erneut gegen Dino Rossi durch. Im Jahr 2005 erhöhte sie die Mineralölsteuer, um den Ausbau der Straßen zu finanzieren. Ihrem Programm zufolge wollte Gregoire unter anderem die Kinderbetreuung weiter verbessern, das Schulsystem reformieren, um den Bildungsstandard weiter zu erhöhen, das Straßennetz weiter ausbauen und Geld für ein Tsunami-Warnsystem bereitstellen. Von 2010 bis 2011 war sie Vorsitzende der National Governors Association.